# 1635
1635 (MDCXXXV) a fost un an comun al calendarului gregorian, care a început într-o zi de luni.

## Arte, științe, literatură și filozofie
- 1635-1639. Mănăstirea Trei Ierarhi. Locaș monahal în Iași ctitorit de domnitorul Vasile Lupu.
- Rembrandt realizează capodopera Ospățul lui Baltazar.

## Nașteri
- 18 iulie: Robert Hooke, astronom și fizician englez (d. 1703)

## Decese
- 7 august: Friedrich Spee, 44 ani, scriitor german (n. 1591)